# Australien i olympiska vinterspelen 2002
Australien deltog i olympiska vinterspelen 2002. Australiens trupp bestod av 25 idrottare varav var 13 män och 12 var kvinnor. Den äldsta deltagaren var Maria Despas (34 år, 283 dagar) och den yngsta var Stephanie Zhang (16 år, 274 dagar).

## Medaljer

### Guld
- Short Track
  - 1 000 m herrar: Steven Bradbury
- Freestyle
  - Hopp damer: Alisa Camplin

## Deltagare
- Alpin Skidåkning
  - A. J. Bear
  - Craig Branch
  - Rowena Bright
  - Michael Dickson
  - Alice Jones
  - Jeannette Korten
  - Kathrin Nikolussi
  - Jenny Owens
  - Zali Steggall
  - Brad Wall
- Konståkning
  - Anthony Liu
  - Stephanie Zhang
- Freestyle
  - Alisa Camplin
  - Manuela Berchtold
  - Adrian Costa
  - Maria Despas
  - Lydia Ierodiaconou
  - Trennon Paynter
  - Jane Sexton
- Short Track
  - Steven Bradbury
  - Stephen Lee
  - Alex McEwan
  - Andrew McNee
  - Mark McNee
- Snowboard
  - Zeke Steggall